# Synagoga Tempel w Charkowie
Synagoga Bejt-Menachem w Charkowie, zwana również Chóralną albo Tempel (ukr. Синагогa Бейт Менахем, Xоральна синагога y Харкові) – synagoga wzniesiona w latach 1909–1913 na terenie Charkowa. Największa bożnica na Ukrainie i druga pod względem kubatury w Europie. 
Wzniesiono ją na miejscu domu należącego do kupca Zarudnego, któremu już w 1906 roku groziło zawalenie. Teren wykupiła gmina żydowska - władze zezwoliły jej na budowę bóżnicy pod warunkiem, że będzie cofnięta kilkanaście metrów w głąb ulicy i zachowa odpowiednią odległość od cerkwi Św. Mikołaja. 
Architektem bóżnicy był Jakow Gewirc, o palmę pierwszeństwa w ogłoszonym konkursie ubiegał się m.in. Adolf Szyszko-Bohusz. 
W 1923 roku synagoga została zamknięta przez władze USRR, które przeznaczyły ją na siedzibę klubu „Spartak”. 
Po uzyskaniu przez Ukrainę niepodległości służyła wyznawcom judaizmu jako obiekt wynajmowany od państwa. W 2003 roku po uprzednim remoncie sfinansowanym ze środków międzynarodowej społeczności żydowskiej i charkowskich żydów dokonano oficjalnego powtórnego otwarcia bóżnicy. Na czele żydowskiej gminy Charkowa stoi rabin Mosze Moszkowycz. 
Nazwa Bejt Menachem została nadana na cześć lubawickiego rabina. 
Adres: ul. Puszkińska 12 (м.Харків, вул. Пушкінська 12)

## Galeria

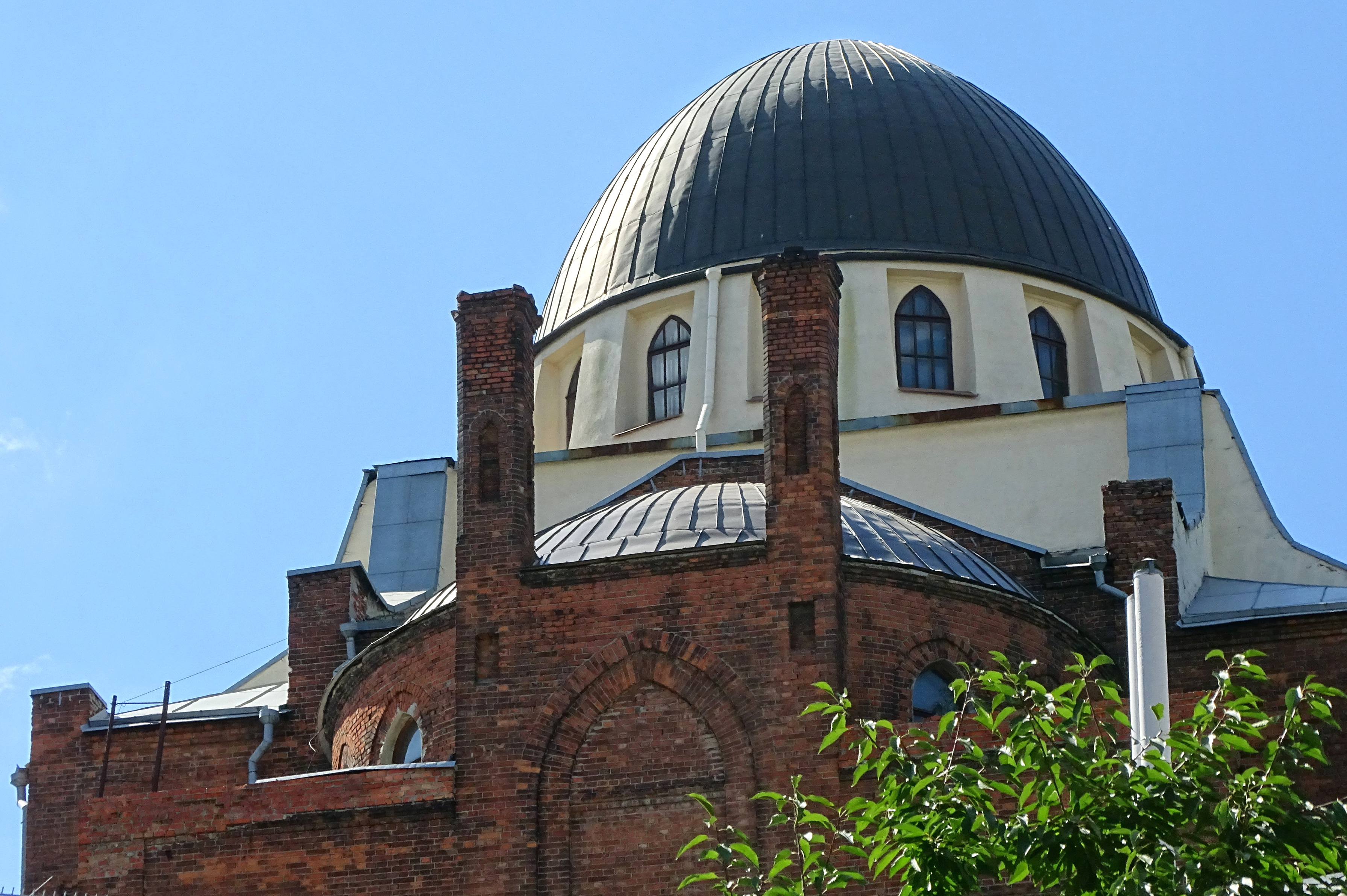
Synagoga
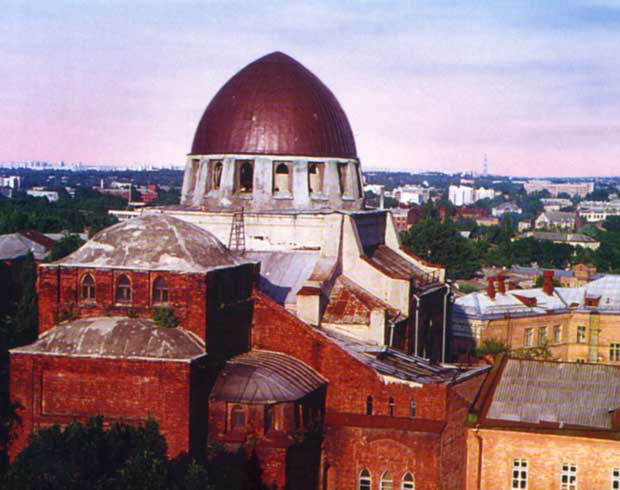
Synagoga